# Brexucabtagene autoleucel
Brexucabtagene autoleucel es un tratamiento contra el cáncer indicado en pacientes afectos de linfoma de células del manto o leucemia linfoblastica aguda. Es una inmunoterapia autóloga de linfocitos T modificados geneticamente (CAR-T). Su uso fue aprobado por la Administración de Alimentos y Medicamentos de Estados Unidos (FDA) en julio de 2020 y por la Agencia Europea de Medicamentos en diciembre de 2020. Entre sus efectos secundarios se encuentra el síndrome de liberación de citoquinas y el síndrome de toxicidad neurológica asociado a la terapia con células inmunoefectoras.

## Indicaciones
Está indicado para el tratamiento de pacientes que hayan sido diagnosticados de linfoma de células del manto resistente a otros tratamientos o que presenten recaída de la enfermedad, también para pacientes mayores de 26 años diagnosticados de leucemia linfoblástica aguda de células B que no respondan a otros tratamientos o presenten recaída.